# Johann Jacob Baeyer

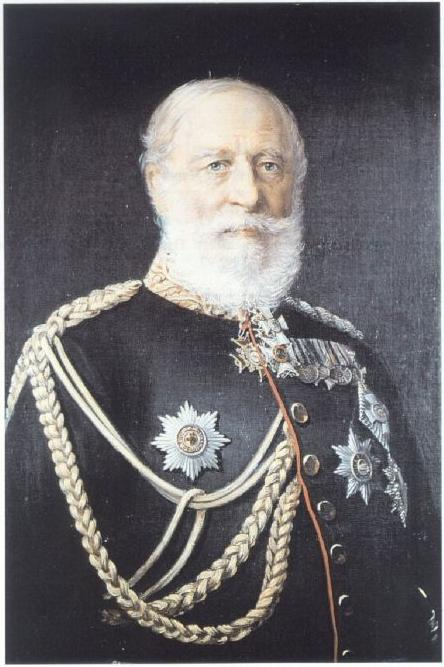
Johann Jacob Baeyer, Ölgemälde von Paul Stankiewicz, im GeoForschungszentrum Potsdam

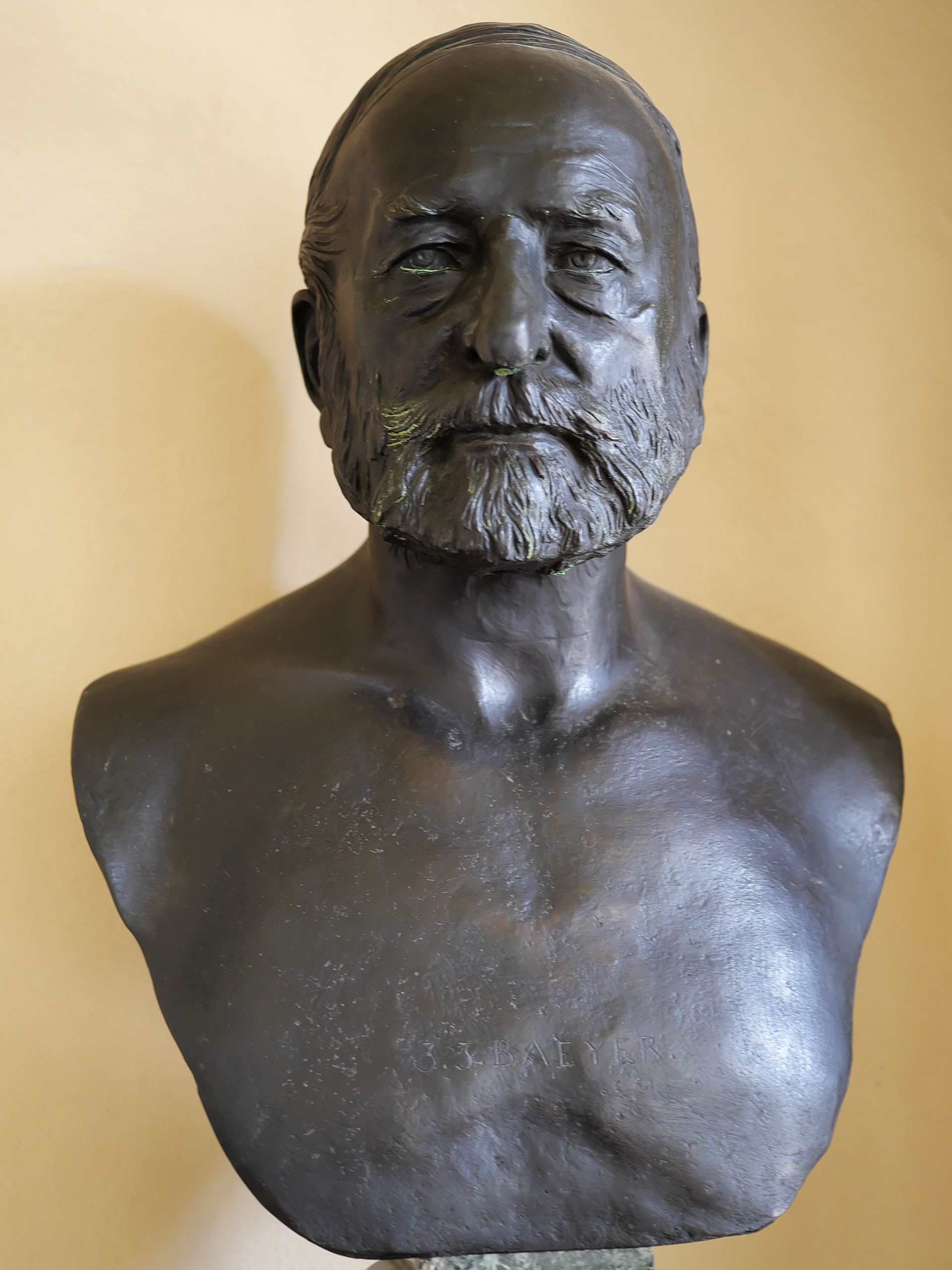
Johann Jacob Baeyer, Bronzebüste, Treppenhaus, Helmert-Haus, Telegrafenberg, Potsdam

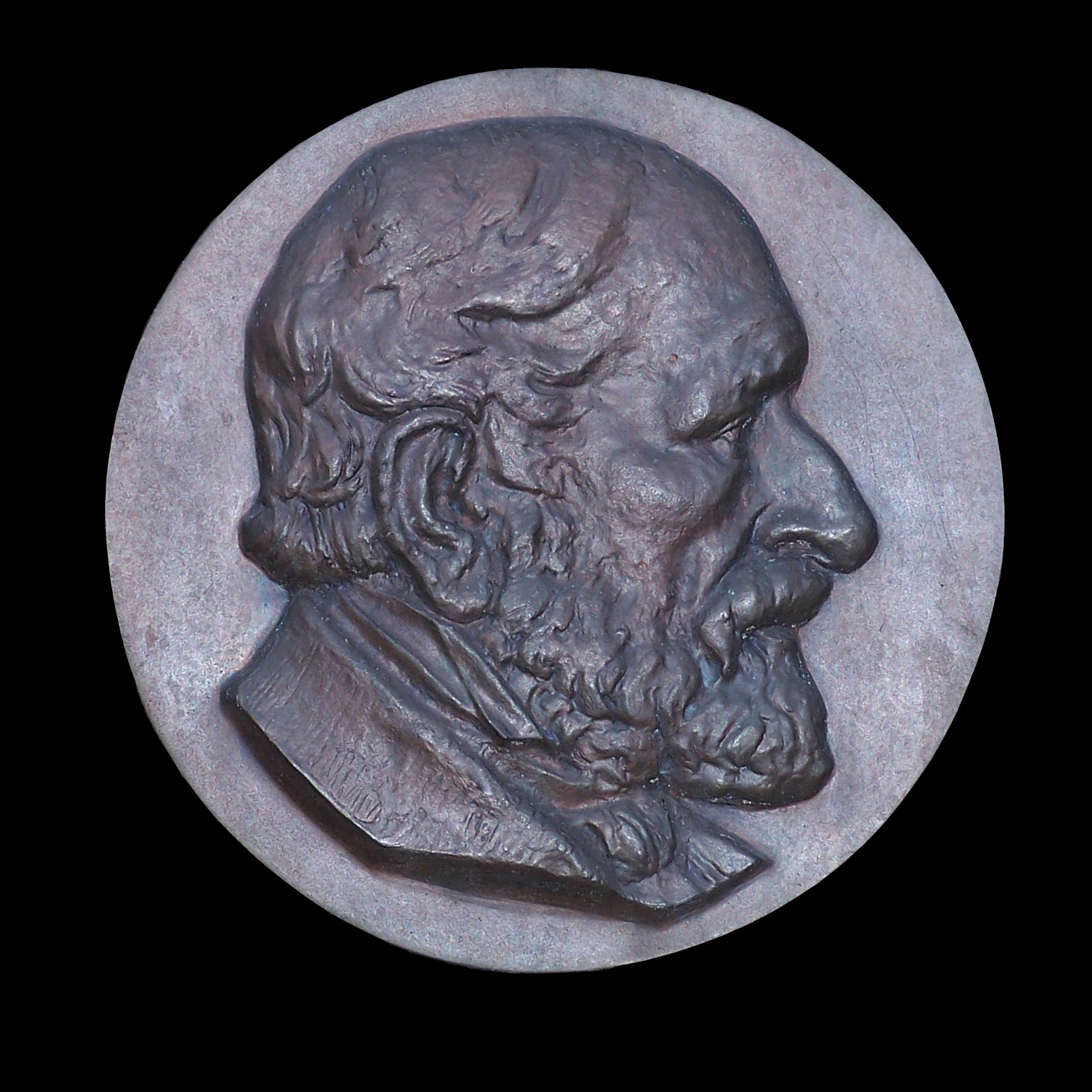
Porträt von Johann Jacob Baeyer

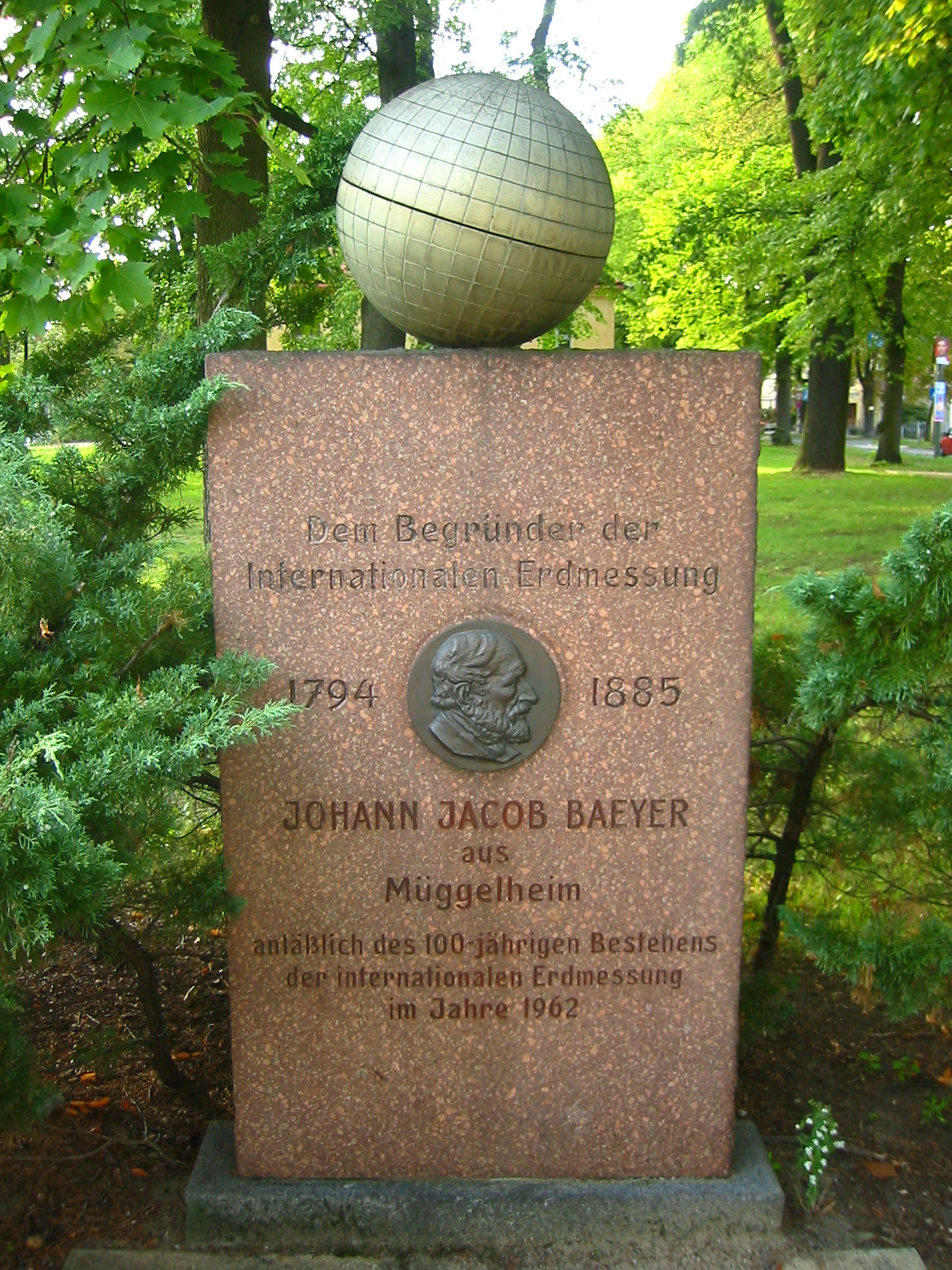
Gedenkstein für Baeyer in Berlin-Müggelheim

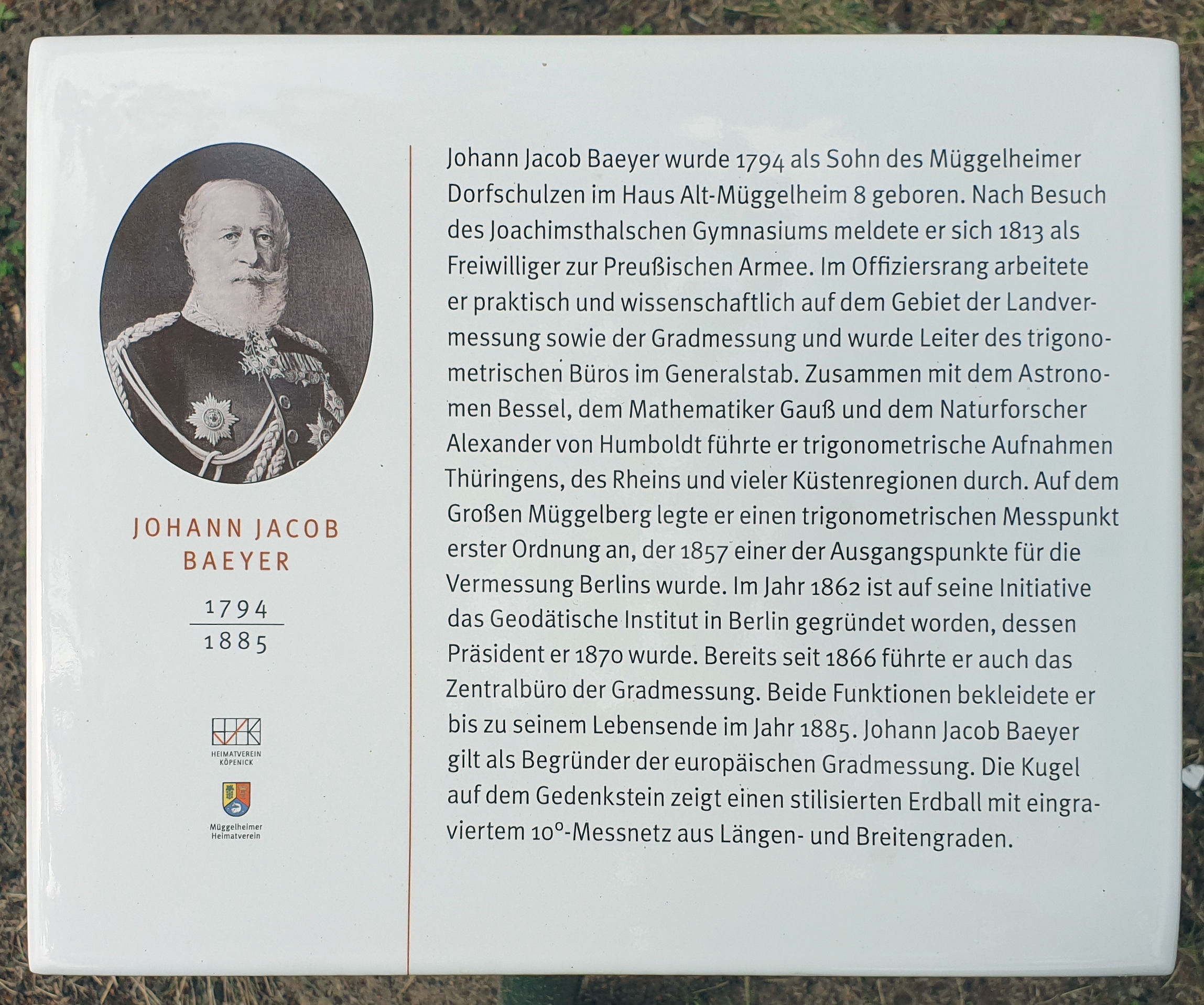
Gedenktafel in Berlin-Müggelheim

Johann Jacob Baeyer (* 5. November 1794 in Müggelheim; † 10. September 1885 in Berlin) war ein preußischer Offizier, zuletzt Generalleutnant, sowie als Geodät der Begründer der europäischen Gradmessung.

## Leben
Er war der Sohn des Landwirts und Schullehrers Jakob Baeyer (* 3. Mai 1769 in Müggelheim; † 7. Januar 1828 ebenda) und dessen Ehefrau Elisabeth Margarete, geborene Tisch (* 25. August 1768 in Müggelheim; † 20. Dezember 1822 ebenda).
Baeyer besuchte die Müggelheimer Dorfschule und erhielt, gefördert durch den Köpenicker Pfarrer Gronau, 1810 eine Freistelle am Joachimsthalschen Gymnasium in Berlin.
Er trat am 26. Februar 1813 als freiwilliger Jäger in das 3. Ostpreußische Infanterie-Regiment Nr. 4 ein und machte die Feldzüge von 1813, 1814 und 1815 mit. Während des Befreiungskrieges avancierte er zum Offizier und als die Mobilmachung des Jahres 1815 begann, wurde er zum Sekondeleutnant befördert und nach Aachen gesandt, um bei der Aufstellung der rheinischen Landwehr mitzuwirken. Nach längerer Zeit im nördlichen Frankreich ohne Kampfhandlungen entschloss er sich, Soldat zu bleiben und besuchte danach die von Gneisenau in Koblenz neu errichtete Kriegsschule, wo er sich besonders mit topographischen Arbeiten beschäftigte. General Karl von Müffling beauftragte Baeyer – erst in Koblenz, dann in Erfurt – mit topographischen Arbeiten. 1821 erfolgte die Abkommandierung zur Trigonometrischen Abteilung des preußischen Generalstabs. Ab 1826 hielt Baeyer an der Kriegsschule Vorlesungen.
1826 verheiratete er sich mit Eugenie Hitzig (1807–1843), der Tochter von Julius Eduard Hitzig. Mit ihr hatte er die vier Töchter Clara (* 1826), Emma (* 1831), Johanna (Jeanette) (* 1839), Adelaide (*/† 1843) sowie die drei Söhne Georg (* 1829), Eduard (* 1832) und Adolf (1835–1917).
Während seiner Offizierszeit als Kommissar des Generalstabs führte er wichtige Vermessungsarbeiten durch, unter anderem die ostpreußische Gradmessung mit dem Astronomen Friedrich Wilhelm Bessel von 1831 bis 1836 zur Verbindung der preußischen und russischen Triangulierung, Küstenvermessungen an der Ostseeküste im Zeitraum 1837–1847, weitere Messungen zwischen der Odermündung und Berlin sowie an der Nordseeküste. Die Ergebnisse publizierte Baeyer in verschiedenen Büchern.
In der Zwischenzeit wurde Baeyer zum Chef der trigonometrischen Abteilung des Generalstabs ernannt, avancierte 1832 zum Major und wurde 1835 Mitglied der Studienkommission. Von 1835 bis zu seiner Verabschiedung aus der Armee als Generalleutnant 1857 leitete er zahlreiche wichtige Landvermessungen in Preußen. Im Jahre 1848 übernahm Baeyer für einige Monate das Amt des Königlich Preußischen Telegraphendirektors, nachdem der bisherige Telegraphendirektor Franz August O’Etzel aus gesundheitlichen Gründen kurzfristig aus dem Amt schied. 1858 wurde er als Generalleutnant zur Disposition gestellt und mit der Ausführung des von Preußen übernommenen Anteils einer europäischen Längengradmessung unter dem 52. Parallelkreis betraut. Nach Ausscheiden aus dem preußischen Generalstab 1857 veröffentlichte Baeyer mehrere wissenschaftliche Arbeiten zur „Begründung der mitteleuropäischen Gradmessung“, die die Vermessung Mitteleuropas nach Längen- und Breitengraden und die Untersuchung lokaler Verhältnisse unter anderem des Schwerefeldes und der Erdkrümmung sowie die internationale Zusammenarbeit zum Ziel hatten.
Als er 1861 den Vorschlag einer mitteleuropäischen Gradmessung machte, vereinigten sich alle mitteleuropäischen Staaten zu gemeinsamer Ausführung dieses Unternehmens, das durch den Beitritt auch der übrigen europäischen Staaten (außer England) sich zu einer europäischen Gradmessung erweiterte. Die praktischen Arbeiten zur mitteleuropäischen Gradmessung begannen mit Beratungen im Jahre 1862 in Berlin. Für die Zwecke derselben wurde 1864 in Berlin ein unter Baeyers Leitung stehendes so genanntes „Zentralbüro der Europäischen Gradmessung“ errichtet. Auf Baeyers Antrag wurde 1869 das Geodätische Institut in Berlin gegründet, dessen Leitung er bis zu seinem Tode innehatte. 1886 zog das Institut nach Potsdam auf den Telegrafenberg. Das permanente Geodätische Institut kümmerte sich insbesondere um die Arbeiten zur mitteleuropäischen Gradmessung. Baeyer erwarb sich große Verdienste bei den organisatorischen Arbeiten zur internationalen Koordinierung der europäischen Vermessung. Die „Europäische Gradmessung“ war die erste und bis zum Ersten Weltkrieg die bedeutendste internationale geodätische Vereinigung. Die Konferenz von 1862 wird heute von der Internationalen Assoziation für Geodäsie als ihre Gründungskonferenz und Johann Jacob Baeyer als ihr Begründer angesehen.
Mit der Gründung wurde Baeyer am 1. Januar 1870 zum Leiter des Geodätischen Instituts Berlin berufen, das jährlich einen „Generalbericht über die europäische Gradmessung“, die Verhandlungen der Konferenzen der Kommissare und „Publikationen“ in einzelnen Heften veröffentlichte.
Baeyer starb am 10. September 1885 an einer Lungenentzündung in seiner Wohnung in der Lützowstraße 42 in Berlin. Er wurde am 15. September 1885 auf dem Friedhof III der Jerusalems- und Neuen Kirche vor dem Halleschen Tor begraben.
Baeyer lernte auch Alexander von Humboldt kennen, der ihn auf eine Forschungsreise mitnehmen wollte, Baeyer konnte aber krankheitshalber nicht daran teilnehmen. Er eignete sich bei der Reisevorbereitung chemische und mineralogische Kenntnisse an, die er auch seinem Sohn vermittelte, dem späteren Chemie-Nobelpreisträger Adolf von Baeyer (1835–1917). Baeyer widmete sein Werk Über die Größe und Figur der Erde mit einem huldigenden Vorwort Alexander von Humboldt.

## Baeyer und die Gesellschaft für Erdkunde zu Berlin
Baeyer gehörte im Jahr 1828 zu dem kleinen Kreis der Mitstifter der Gesellschaft für Erdkunde zu Berlin. Am 20. April 1828 traf er sich in Berlin mit Christian Friedrich Gottlieb Wohlers, Major Karl von Rau, Director Karl Friedrich von Klöden, Major Franz August von Etzel, Johann August Zeune und Heinrich Berghaus zu einer vorbereitenden Besprechung, bei der man sich auf den Zweck der zu gründenden Gesellschaft, die „Beförderung der Erdkunde im weitesten Sinne des Worts durch mündliche oder schriftliche Mittheilung“ einigte. An der Gründungsversammlung der Gesellschaft, am 7. Juni 1828, nahmen 27 Personen teil.

## Ehrungen
Schon 1861 war Baeyer auswärtiges Mitglied der Königlich schwedischen Académie des Sciences Militaires, korrespondierendes Mitglied der Kaiserlichen Akademie der Wissenschaften zu St. Petersburg und Ehrenmitglied der K.K. geographischen Gesellschaft zu Wien. Baeyer wurde 1865 zum Ehrenmitglied der Preußischen Akademie der Wissenschaften und 1867 zum Ehrenmitglied der Göttinger Akademie der Wissenschaften gewählt. 1868 wurde er als Ehrenmitglied in die Bayerische Akademie der Wissenschaften und als assoziiertes Mitglied in die Académie royale des Sciences, des Lettres et des Beaux-Arts de Belgique aufgenommen. Er war zudem Ehrendoktor der Universität Wien und Mitglied der italienischen wissenschaftlichen Akademie.
Zum 100. Jahrestag des Bestehens der Internationalen Erdmessung im Jahre 1962 ehrte ihn sein Geburtsort Müggelheim gemeinsam mit dem Geodätischen Institut Potsdam mit einem Gedenkstein am östlichen Ende des Dorfangers, in nächster Nähe zu seinem im Zweiten Weltkrieg zerstörten Elternhaus. Der Gedenkstein ist eine Stele mit einem Bronze-Tondo des Baeyer-Kopfes im Profil. Sie krönt ein bronzener Globus, dem ein Gradnetz eingraviert wurde. Die Bronzearbeiten wurden von der Bronzegießerei Füssel aus Berlin ausgeführt. Die Inschrift lautet:
Nach Baeyer ist die rund 250 m lange Johann-Jacob-Baeyer-Straße im Berliner Bezirk Treptow-Köpenick (Ortsteil Müggelheim) benannt (seit dem 5. November 1994) sowie die Baeyerhöhe bei Lampersdorf westlich von Dresden, in den 1860er Jahren eine Station 1. Ordnung der Königlich-Sächsischen Triangulation. Seit 1997 ist er auch Namensgeber für den Baeyer-Canyon, einen Tiefseegraben in der Lasarew-See in der Antarktis.

## Wichtige Schriften
- Gradmessung in Ostpreußen und ihre Verbindung mit Preußischen und Russischen Dreiecksketten. Ausgeführt von F.W.Bessel, Director der Königsberger Sternwarte, Baeyer, Major im Generalstabe. Berlin 1838 (der Text stammt von Bessel), urn:nbn:de:bvb:12-bsb10000711-6
- Nivellement zwischen Swinemünde und Berlin. Berlin 1840, urn:nbn:de:bvb:12-bsb10001762-2
- Die Küstenvermessung und ihre Verbindung mit der Berliner Grundlinie. Berlin 1849, urn:nbn:de:bvb:12-bsb10000687-9
- Die Verbindungen der preußischen und russischen Dreiecksketten bei Thorn und Tarnowitz. Berlin 1857
- Über die Größe und Figur der Erde. Berlin 1861, Digitalisat (PDF; 3,9 MB)
- Das Messen auf der sphäroidischen Erdoberfläche. Berlin 1862, urn:nbn:de:bvb:12-bsb10053274-7
- Wissenschaftliche Begründung der Rechnungsmethode des Zentralbüreaus der europäischen Gradmessung. Berlin 1869–1871, 3 Hefte
- Vergleichung einiger Hauptdreiecksketten der königlichen Landestriangulation mit der Besselschen Methode. Berlin 1879
- Über die Nivellementsarbeiten im preußischen Staat und die Darstellung ihrer Resultate in richtigen Meereshöhen. Berlin 1881

Unter Baeyers Leitung veröffentlicht das Geodätische Institut seit 1863 jährlich einen „Generalbericht über die europäische Gradmessung“, die Verhandlungen der Konferenzen der Kommissare und „Publikationen“ in einzelnen Heften, so z. B.
- Das Rheinische Dreiecksnetz II. Heft, Berlin 1878[6]

## Verwandte Themen
- Basis Bonn – Drei Vermessungspunkte nahe Bonn, die Baeyer 1847 für weitere Vermessungen anlegte.
- mitteleuropäische Gradmessungskommission